# Хенкок (Минесота)
Хенкок (енгл. Hancock) град је у америчкој савезној држави Минесота.

## Демографија
По попису из 2010. године број становника је 765, што је 48 (6,7%) становника више него 2000. године.
| Група             | 2000.       | 2010.       |
| Белци             | 703 (98,0%) | 730 (95,4%) |
| Афроамериканци    | 1 (0,1%)    | 0 (0,0%)    |
| Азијати           | 2 (0,3%)    | 1 (0,1%)    |
| Хиспаноамериканци | 2 (0,3%)    | 28 (3,7%)   |
| Укупно            | 717         | 765         |